# Nexø
Nexø es una localidad situada en el municipio de Bornholm, en la región Capital (Dinamarca). Se encuentra ubicada en la isla de Bornholm (mar Báltico), entre la costa sur de Suecia y la norte de Polonia. Con una población de 3,644 (a partir del 1 de enero de 2018), es la segunda ciudad más grande, así como el puerto pesquero más grande de la isla. La pesca es el pilar de la economía de la ciudad. También existe una destilería (Bornholmske Spiritfabrik ApS) y una fábrica de mostaza (Bornholmersennep ApS). La ciudad es también un puerto de escala para los ferries de pasajeros que unen Bornholm con Kołobrzeg, Darłowo y Ustka en Polonia. Dueodde, la playa más grande de Bornholm, se encuentra al sur de Nexø, en el borde sureste de la isla.

## Etimología
"Nexø" es posiblemente una combinación de los elementos Nórdico antiguo "nøkke", que significa "espíritu del agua", y "sæ" (mar). Fue documentado por primera vez en 1346 como "Nexe".

## Historia
Nexø se originó como un pueblo de pescadores rn la parroquia de Bodilsker con una capilla adjunta a la Iglesia de San Bodil. En 1346, se le concedieron derechos como ciudad comercial, que se ocupaba tanto del comercio de arenque como de los productos agrícolas. A lo largo de los siglos la ciudad ha sufrido una serie de desastres. Los Lübeck quemaron la ciudad en 1510, en 1563 la mayoría de los habitantes murieron a causa de la peste y en 1645 fue saqueada por 500 soldados  suecos. En 1756 hubo otro incendio grave y en 1872 una tormenta dañó el puerto. 
Alrededor de 1800, la ciudad se convirtió en el centro administrativo de Bornholm. En 1806, 21 barcos y 47 barcos se registraron con Nexø como su puerto base. En 1879, se completó una nueva cuenca portuaria y, en 1892, se abrió el primer dique seco comunitario de Dinamarca. Hubo una serie de extensiones posteriores a las instalaciones del puerto.
El siglo XIX también vio el desarrollo de la construcción de barcos, la fundación de una fundición de hierro (1864) y del Østbornholmske Dampskibsselskab (East Bornholm Steamship Company) que operaba un servicio regular a Copenhague desde 1877. 

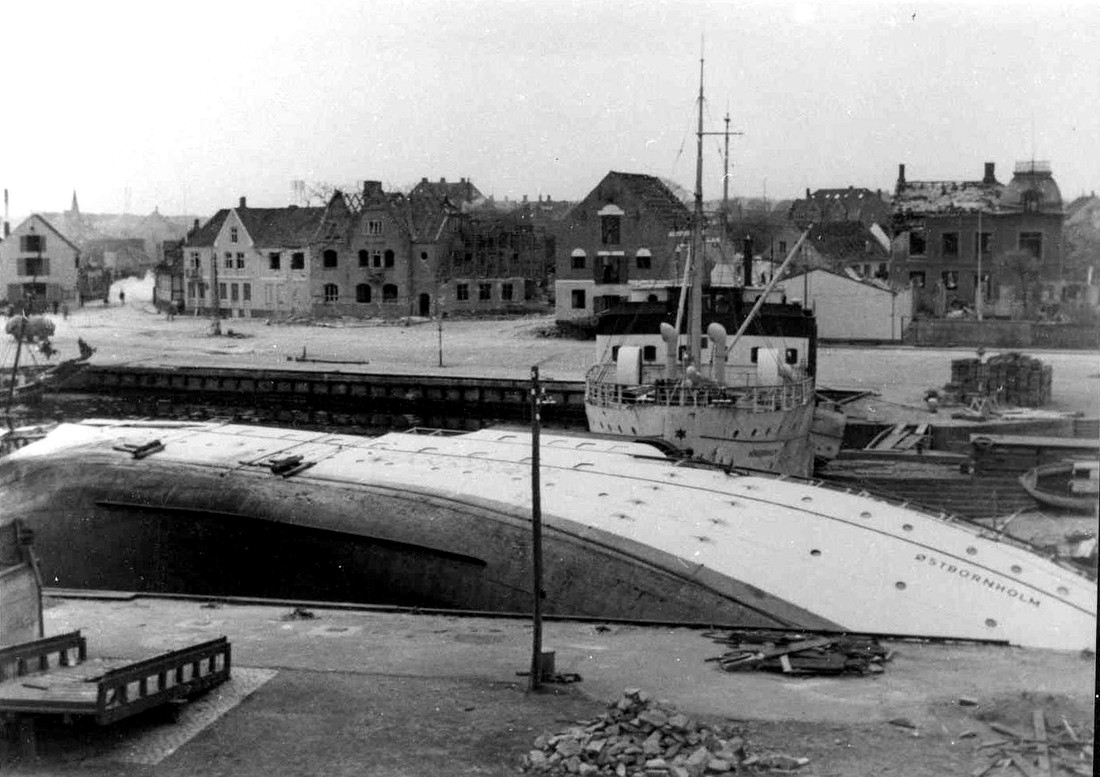
El puerto de Nexø en mayo de 1945, después del ataque aéreo soviético

Al final de la Segunda Guerra Mundial, el 7 y 8 de mayo de 1945, Nexø (como Rønne) fue bombardeado por la aviación de la Unión Soviética cuando Gerhard von Kamptz, elcomandante de las fuerzas  alemanas que ocupan Bornholm, se negó a rendirse, causando la destrucción total del centro de la ciudad, del  puerto y de la plaza principal. Para aliviar el problema de vivienda resultante, el estado sueco donó 175 casas de madera a la ciudad. Los soviéticos habían alertado a la población civil por adelantado, por lo tanto, el ataque aéreo solo ocasionó diez muertes. Aunque el resto de Dinamarca había sido liberada el 4 de mayo, el Ejército Rojo ocupó Bornholm del 9 de mayo de 1945 al 5 de abril de 1946, cuando se llegó a un acuerdo con las autoridades danesas y la isla finalmente quedó bajo el dominio danés.
Entre 1900 y 1968, un ferrocarril conectaba Nexø con Rønne, la ciudad más grande de la isla. El antiguo edificio de la estación en Rønne aún se conserva, mientras que Nexø ahora alberga un museo ferroviario. El antiguo municipio de Nexø (1970–2002) cubría un área de 104  km² con una población de 8,558, pero ahora está incluido en el municipio de Bornholm

## Lugares emblemáticos
La Iglesia de Nexø, que data de finales de la Edad Media, destaca por su torre de entramado de madera y su aguja de cobre. En el siglo XVIII se amplió como resultado de la prosperidad de Nexø al exportar pescado y piedra arenisca a Copenhague. Recientemente ha sido renovada y redecorada.
El Museo de Nexø está en el área del puerto, se encuentra en un edificio histórico de arenisca desde 1796, que fue el ayuntamiento hasta 1856, cuando fue reemplazado por un nuevo edificio en Købmagergade. Alrededor de 1890, se agregó un piso adicional. El museo abrió sus puertas en 1970. Las exposiciones incluyen la cobertura de la ocupación alemana, el bombardeo soviético y la ocupación después de la guerra. Hay documentos y artefactos de las empresas anteriores de Nexø, incluida su cantera de arenisca y la antigua fábrica de cerveza. El Bornholm Railway Museum recrea el ambiente de una antigua estación con exhibiciones de los ferrocarriles de Bornholm que operaron desde 1900 hasta 1968. De particular interés es un tren correo renovado.
También en Nexø está el Parque de Mariposas de Bornholm donde más de mil mariposas de colores brillantes vuelan en un antiguo invernadero.

## La ciudad hoy
La ciudad se concentra en las cercanías del puerto y la zona comercial. La actividad en el área del puerto se ha alejado cada vez más del procesamiento de pescado para ser reemplazada por nuevos negocios, tiendas y restaurantes. Los negocios minoristas en Nexø se han beneficiado de un creciente número de turistas de las urbanizaciones de casas de verano en el sur, así como de una reducción en las instalaciones en los pueblos de los alrededores. Hay una agradable zona comercial entre la plaza central y el puerto. Los servicios de Nexø incluyen una gran escuela, una biblioteca, un hogar para ancianos y varias instalaciones deportivas.

## Área circundante
Al sur de Nexø se encuentran los balnearios de Balka, Snogebæk y Dueodde, todos famosos por su fina arena blanca. Snogebæk tiene una atractiva y pequeña área de puerto, mientras que en Dueodde está el  faro más alto de la isla.